# Brave New World Tour
Brave New World Tour – trasa koncertowa grupy Iron Maiden, która rozpoczęła się 2 czerwca 2000 r., zaś zakończyła ostatecznie 21 marca 2002 roku. Tournee promowało album Brave New World wydany 29 maja 2000 r. Etap europejski nosił nazwę „Metal 2000” i wiódł przez wielkie areny sportowe, festiwale i stadiony. 19 stycznia 2001, zarejestrowano materiał na album koncertowy oraz film DVD, zatytułowany Rock in Rio, w nawiązaniu do nazwy największego festiwalu muzycznego na świecie „Rock in Rio”. Transmisję telewizyjną z koncertu obejrzało na całym świecie ponad miliard widzów.
Trasa była również pierwszą ogólnoświatową prezentacją możliwości sześcioosobowego składu grupy, który wykonywał materiał z nowej płyty studyjnej oraz powrotem do koncertowego rozmachu i splendoru z najlepszych lat. Reakcja publiczności okazała się niezwykle entuzjastyczną, Bruce Dickinson oraz Adrian Smith zaprezentowali najlepszą formę od lat, a ich powrót na scenę z premierowym materiałem tchnął w zespół nowe życie i możliwości. Po raz pierwszy od 1992 roku średnia frekwencja na koncertach przekroczyła 20 tysięcy widzów. Ostatecznie 96 koncertów zespołu w 33 państwach świata okazało się wielkim sukcesem artystycznym i frekwencyjnym, bowiem trasa zgromadziła około 3,2 mln widzów.

## Supporty
- Slayer – festiwale europejskie, Paryż, Earls Court Londyn[3].
- Entombed – festiwale europejskie, Skandynawia, Hiszpania, Earls Court Londyn[3].
- Spiritual Beggars – festiwale europejskie, Skandynawia, Hiszpania, Earls Court Londyn[3].
- Slipknot – festiwale europejskie[3].
- Orange Goblin – festiwale europejskie[3].
- Halford – Ameryka Północna, Ameryka Południowa, Wielka Brytania, Essen[3].
- Queensrÿche – Ameryka Północna, Ameryka Południowa, Wielka Brytania, Essen[3].
- Dream Theater – festiwale europejskie[3].
- In Flames – festiwale europejskie[3].
- Septicflesh – festiwale europejskie[3].
- Queens of the Stone Age – festiwale europejskie, Rio de Janeiro, Buenos Aires[3].
- Motörhead – Essen, Mannheim[3].
- The Almighty – festiwale europejskie, Francja[3].
- Phantom Lord – Ateny[3].
- Mudshark – Tallinn[3].
- Ignoribus – Tallinn[3].
- No Big Silence – Tallinn[3].
- Ramp – festiwale europejskie[3].
- Dirty Deeds – niemal wszystkie koncerty tournée[3].
- Damage Plan – festiwale europejskie[3].
- Rollins Band – festiwale europejskie[3].
- Pink Cream 69 – Mannheim[3].

## Setlista
- Introdukcja: „Arthur’s Farewell” (z filmu First Knight) na wszystkich odcinkach trasy.

1. „The Wicker Man” (z albumu Brave New World, 2000)
2. „Ghost of the Navigator” (z albumu Brave New World, 2000)
3. „Brave New World” (z albumu Brave New World, 2000)
4. „Wrathchild” (z albumu Killers, 1981)
5. „2 Minutes to Midnight” (z albumu Powerslave, 1984)
6. „Blood Brothers” (z albumu Brave New World, 2000)
7. „Sign of the Cross” (z albumu The X-Factor, 1995)
8. „The Mercenary” (z albumu Brave New World, 2000)
9. „The Trooper” (z albumu Piece of Mind, 1983)
10. „Dream of Mirrors” (z albumu Brave New World, 2000)
11. „The Clansman” (z albumu Virtual XI, 1998)
12. „The Evil That Men Do” (z albumu Seventh Son of a Seventh Son, 1988)
13. „Fear of the Dark” (z albumu Fear of the Dark, 1992)
14. „Iron Maiden” (z albumu Iron Maiden, 1980)

Bisy:
1. „The Number of the Beast” (z albumu The Number of the Beast, 1982)
2. „Hallowed Be Thy Name” (z albumu The Number of the Beast, 1982)
3. „Sanctuary” (z albumu Iron Maiden, 1980)

Uwagi:
Utwory zagrane tylko w trakcie wybranych koncertów:
- „Run to the Hills” (z albumu The Number of the Beast, 1982) Ameryka Południowa, Brixton Academy[4].
- „The Fallen Angel” (z albumu Brave New World, 2000) Londyn 2001, Buenos Aires, Meksyk, Santiago, Saint-Étienne, Bańska Bystrzyca oraz Izola[4].
- „Out of the Silent Planet” (z albumu Brave New World, 2000) Londyn 2001, Buenos Aires, Meksyk[4].
- „Children of the Damned” (z albumu The Number of the Beast, 1982) Brixton Academy[4].

## Oprawa trasy
Zgodnie z zapowiedziami zamieszczonymi na łamach publikacji prasowych, koncerty promujące album Brave New World miały rozmachem i mnogością efektów specjalnych, przypominać legendarne przedstawienia zespołu z połowy lat 80. XX wieku. Estrada została udekorowana tworzywem z wizerunkami Eddiego wyłaniającego się z chmury burzowej, identycznej jaka widniała na ilustracji okładkowej promowanego albumu. Tradycyjnie w głębi sceny zmieniały się backdropy z ilustracjami nawiązującymi do promowanych kompozycji, część z nich było specjalnie podświetlanych. Pojawiły się aż dwie wersje mobilnej maskotki grupy, przemierzającej estradę jako „człowiek z wikliny” lub „Ed Hunter” znany z wydanej w 1999 r. gry komputerowej. Spore wrażenie robił „Wielki Eddie” wyłaniający się zza perkusji podczas utworu „Iron Maiden”. Publiczność oglądała ogromny posąg „Człowieka z wikliny (The Wicker Man)”, we wnętrzu którego znajdowały się tancerki w strojach rytualnych oraz wokalista Bruce Dickinson. Z górnej części korpusu Eddiego wyłaniała się mobilna głowa maskotki, błyskająca w kierunku widzów reflektorami zainstalowanymi w jej oczodołach. Wybiegi sceny, tylne podium oraz pozostałe jej elementy, spajała specjalna kratownica wykonana z rurek duraluminiowych, przywodząca na myśl zbrojenia pod budowę „nowego, wspaniałego świata”. Zamontowano specjalne wysięgniki, dźwignie i stelaże z których korzystał frontman zespołu.
Pojawiły się również efekty pirotechniczne, dymy, iskry oraz ognie, najintensywniejsze od 1988 roku. System oświetleniowy składał się z wielkiej ramy w kształcie podkowy otaczającej całą estradę, tradycyjnej rampy przedniej oraz trzech mobilnych modułów zbudowanych z dwóch skrzyżowanych ramp – każdy, wyposażonych w halogeny, szperacze rzutniki oraz baterie reflektorów PAR 64. Część oświetlenia zamontowano również na podium estrady. W trakcie utworu „Sign of the Cross” Bruce Dickinson wjechał na szczyt sceny na specjalnym krzyżu wyposażonym w skrzydła i zapalniki. W kulminacyjnym momencie całość stawała w ogniu. Na wybranych koncertach pojawiły się również telebimy. Na potrzeby koncertu na festiwalu „Rock in Rio” wykorzystano największy na świecie system oświetleniowy dostarczony przez organizatorów imprezy. Pamiątką po koncertach trasy „Brave New World Tour” jest album oraz film koncertowy Rock in Rio będących jednym z najbardziej efektownych i zarazem najpopularniejszych wydawnictw audio-wizualnych w karierze formacji.

## Daty trasy
UWAGA! w wyniku aktualizacji danych, nazwy obiektów nie muszą się pokrywać ze stanem pierwotnym, znanym z materiałów prasowych grupy.
| Data                 | Miasto                        | Kraj              | Obiekt                          |
| Europa               | Europa                        | Europa            | Europa                          |
| -------------------- | ----------------------------- | ----------------- | ------------------------------- |
| 2 czerwca 2000       | Strasburg                     | Francja           | Parc du Rhin                    |
| 3 czerwca 2000       | Nijmegen                      | Holandia          | Goffertpark                     |
| 5 czerwca 2000       | Praga                         | Czechy            | Paegas Arena                    |
| 6 czerwca 2000       | Bańska Bystrzyca              | Słowacja          | Bystrica Amphitheatre           |
| 7 czerwca 2000       | Budapeszt                     | Węgry             | Kisstadion                      |
| 9 czerwca 2000       | Izola                         | Słowenia          | Izola Stadium                   |
| 10 czerwca 2000      | Monza                         | Włochy            | Stadio Brianteo                 |
| 11 czerwca 2000      | Kijów                         | Ukraina           | City Square                     |
| 13 czerwca 2000      | Saint-Étienne                 | Francja           | Palais des Spectacles           |
| 14 czerwca 2000      | Paryż                         | Francja           | Omnisports de Bercy             |
| 16 czerwca 2000      | Londyn                        | Anglia            | Earls Court                     |
| 20 czerwca 2000      | Katowice                      | Polska            | Spodek                          |
| 21 czerwca 2000      | Warszawa                      | Polska            | Hala Torwar                     |
| 23 czerwca 2000      | Lipsk                         | Niemcy            | Flugplatz Löbnitz-Roitzschjora  |
| 24 czerwca 2000      | Dessel                        | Belgia            | Kastelsedijk                    |
| 26 czerwca 2000      | Oslo                          | Norwegia          | Oslo Spektrum                   |
| 27 czerwca 2000      | Sztokholm                     | Szwecja           | Olympic Stadium                 |
| 29 czerwca 2000      | Roskilde                      | Dania             | Dyrskuepladsen                  |
| 30 czerwca 2000      | Turku                         | Finlandia         | Ruissalo                        |
| 2 lipca 2000         | Tallinn                       | Estonia           | Song Festival Grounds           |
| 4 lipca 2000         | Wiedeń                        | Austria           | Libro Music Hall                |
| 5 lipca 2000         | Monachium                     | Niemcy            | Zenith                          |
| 6 lipca 2000         | Zurych                        | Szwajcaria        | Hallenstadion                   |
| 8 lipca 2000         | Mannheim                      | Niemcy            | Maimarkt-Gelände                |
| 9 lipca 2000         | Essen                         | Niemcy            | Georg Melches Stadion           |
| 12 lipca 2000        | Sofia                         | Bułgaria          | Akademik Stadium                |
| 12 lipca 2000        | Ateny                         | Grecja            | Antonis Tritsis Park            |
| 16 lipca 2000        | Vilar de Mouros               | Portugalia        | Vilar de Mouros Parc            |
| 18 lipca 2000        | San Sebastián                 | Hiszpania         | Estadio Anoeta                  |
| 19 lipca 2000        | Madryt                        | Hiszpania         | Las Ventas Bullring             |
| 21 lipca 2000        | Mijas                         | Hiszpania         | Mijas Parc                      |
| 22 lipca 2000        | Murcia                        | Hiszpania         | Campo Futbol Los Alcazares      |
| 23 lipca 2000        | Barcelona                     | Hiszpania         | Palau Sant Jordi                |
| Ameryka Północna     |                               |                   |                                 |
| 1 sierpnia 2000      | Toronto, Ontario              | Kanada            | Air Canada Centre               |
| 2 sierpnia 2000      | Montreal, Quebec              | Kanada            | Molson Centre                   |
| 3 sierpnia 2000      | Quebec City, Quebec           | Kanada            | Colisée Pepsi                   |
| 5 sierpnia 2000      | Nowy Jork, Nowy Jork          | Stany Zjednoczone | Madison Square Garden           |
| 6 sierpnia 2000      | Mansfield, Massachusetts      | Stany Zjednoczone | Tweeter Center Boston           |
| 8 sierpnia 2000      | Hartford, Connecticut         | Stany Zjednoczone | Dodge Music Center              |
| 9 sierpnia 2000      | Portland, Maine               | Stany Zjednoczone | Cumberland County Center        |
| 11 sierpnia 2000     | Burgettstown, Pensylwania     | Stany Zjednoczone | Post-Gazette Pavilion           |
| 12 sierpnia 2000     | Camden, New Jersey            | Stany Zjednoczone | E Center                        |
| 13 sierpnia 2000     | Scranton, Pensylwania         | Stany Zjednoczone | Coors Light Amphitheatre        |
| 15 sierpnia 2000     | Clarkston, Michigan           | Stany Zjednoczone | Pine Knob Music Theatre         |
| 16 sierpnia 2000     | Corfu, Nowy Jork              | Stany Zjednoczone | Darien Lake Amphitheatre        |
| 17 sierpnia 2000     | Holmdel, New Jersey           | Stany Zjednoczone | Arts Center                     |
| 19 sierpnia 2000     | Maryland Heights, Missouri    | Stany Zjednoczone | Riverport Amphitheater          |
| 20 sierpnia 2000     | Bonner Springs, Kansas        | Stany Zjednoczone | Sandstone Amphitheater          |
| 23 sierpnia 2000     | Cuyahoga Falls, Ohio          | Stany Zjednoczone | Blossom Music Center            |
| 25 sierpnia 2000     | Chicago, Illinois             | Stany Zjednoczone | UIC Pavilion                    |
| 26 sierpnia 2000     | Milwaukee, Wisconsin          | Stany Zjednoczone | Marcus Amphitheater             |
| 27 sierpnia 2000     | Saint Paul, Minnesota         | Stany Zjednoczone | Roy Wilkins Auditorium          |
| 29 sierpnia 2000     | Colorado Springs, Kolorado    | Stany Zjednoczone | World Arena                     |
| 30 sierpnia 2000     | Morrison, Kolorado            | Stany Zjednoczone | Red Rocks Amphitheatre          |
| 1 września 2000      | Dallas, Teksas                | Stany Zjednoczone | Starplex Amphitheater           |
| 2 września 2000      | The Woodlands, Teksas         | Stany Zjednoczone | Cynthia Woods Mitchell Pavilion |
| 3 września 2000      | San Antonio, Teksas           | Stany Zjednoczone | Sunken Garden Amphitheatre      |
| 4 września 2000      | San Antonio, Teksas           | Stany Zjednoczone | Sunken Garden Amphitheatre      |
| 6 września 2000      | El Paso, Teksas               | Stany Zjednoczone | University of Texas Arena       |
| 8 września 2000      | Albuquerque, Nowy Meksyk      | Stany Zjednoczone | Mesa del Sol Event              |
| 9 września 2000      | Phoenix, Arizona              | Stany Zjednoczone | Cricket Wireless Pavilion       |
| 10 września 2000     | Irvine, Kalifornia            | Stany Zjednoczone | Verizon Wireless Amphitheatre   |
| 12 września 2000     | San Diego, Kalifornia         | Stany Zjednoczone | San Diego Sports Arena          |
| 13 września 2000     | Universal City, Kalifornia    | Stany Zjednoczone | Universal Amphitheatre          |
| 15 września 2000     | Bakersfield, Kalifornia       | Stany Zjednoczone | Centennial Garden               |
| 16 września 2000     | Mountain View, Kalifornia     | Stany Zjednoczone | Shoreline Amphitheatre          |
| 17 września 2000     | Las Vegas, Nevada             | Stany Zjednoczone | Performing Arts                 |
| 18 września 2000     | Anchorage, Alaska             | Stany Zjednoczone | Sullivan Arena                  |
| 19 września 2000     | Tacoma, Washington            | Stany Zjednoczone | Tacoma Dome                     |
| 20 września 2000     | Vancouver, Kolumbia Brytyjska | Kanada            | Pacific Coliseum                |
| 23 września 2000     | Edmonton, Alberta             | Kanada            | Skyreach Centre                 |
| 24 września 2000     | Calgary, Alberta              | Kanada            | Pengrowth Saddledome            |
| Azja                 |                               |                   |                                 |
| 19 października 2000 | Sendai                        | Japonia           | Sun Plaza                       |
| 21 października 2000 | Tokio                         | Japonia           | Kosei Nenkin Hall               |
| 22 października 2000 | Jokohama                      | Japonia           | Pacifico Yokohama               |
| 23 października 2000 | Tokio                         | Japonia           | International Forum             |
| 25 października 2000 | Osaka                         | Japonia           | Zepp Osaka                      |
| 26 października 2000 | Fukuoka                       | Japonia           | Sun Palace                      |
| 28 października 2000 | Nagoja                        | Japonia           | Shi Kokaido                     |
| 29 października 2000 | Tokio                         | Japonia           | Zepp Tokyo                      |
| Europa               |                               |                   |                                 |
| 2 listopada 2000     | Glasgow                       | Szkocja           | S.E.C.C.                        |
| 3 listopada 2000     | Manchester                    | Anglia            | MEN Arena                       |
| 4 listopada 2000     | Birmingham                    | Anglia            | N.E.C. Arena                    |
| 6 listopada 2000     | Essen                         | Niemcy            | Grugahalle                      |
| 10 listopada 2000    | Ateny                         | Grecja            | Posidonas Stadium               |
| 6 stycznia 2001      | Londyn                        | Anglia            | Shepherd’s Bush Empire          |
| 7 stycznia 2001      | Londyn                        | Anglia            | Shepherd’s Bush Empire          |
| Ameryka Południowa   |                               |                   |                                 |
| 9 stycznia 2001      | Meksyk                        | Meksyk            | Foro Sol Stadium                |
| 10 stycznia 2001     | Meksyk                        | Meksyk            | Foro Sol Stadium                |
| 12 stycznia 2001     | Buenos Aires                  | Argentyna         | Vélez Sarsfield Stadium         |
| 13 stycznia 2001     | Buenos Aires                  | Argentyna         | Vélez Sarsfield Stadium         |
| 15 stycznia 2001     | Santiago                      | Chile             | Hipódromo Chile                 |
| 19 stycznia 2001     | Rio de Janeiro                | Brazylia          | Rock in Rio Festival            |
| Europa               |                               |                   |                                 |
| 19 marca 2002        | Londyn                        | Anglia            | Brixton Academy                 |
| 20 marca 2002        | Londyn                        | Anglia            | Brixton Academy                 |
| 21 marca 2002        | Londyn                        | Anglia            | Brixton Academy                 |